# Сухополь
Су́хополь (рос. Сухополь, башк. Сухополь) — присілок у складі Архангельського району Башкортостану, Росія. Входить до складу Інзерської сільської ради.
Населення — 115 осіб (2010; 153 в 2002).
Національний склад:
- росіяни — 71 %